# Zákoníci
Zákoníci (řecky obvykle grammateus, γραμματεύς) byli v biblickém Izraeli odborníci na Starý zákon a jeho autoritativní vykladači.
Účastnili se soudních shromáždění a aplikovali příkazy zákona na nastalé poměry, přepisovali a vyučovali Písmo a poskytovali rady v teologických otázkách. Měli tedy velký vliv na dění v Izraeli, vykonávali velkou část státní správy, svou funkci však měli vykonávat zdarma a mimo zaměstnání, jímž si vydělávali na živobytí. Zákoníci byli zárukou kontinuity náboženské tradice Starého zákona.
Zákonictví bylo přesně definovanou funkcí, jíž předcházelo předepsané vzdělání a jakási ordinace vkládáním rukou a modlitbou. Většina zákoníků patřila ke straně farizejů, nebylo to ale podmínkou. Převážně pro zákoníky se používal čestný titul „Rabbi“.
Zákoníci, zvláště zákoníci farizejské strany, patřili podle Nového zákona k hlavním oponentům Ježíše Krista, který kritizoval jejich pokrytectví, povrchnost, zištnost, povýšenost, formalismus, důraz na literu zákona a jeho obcházení. Nezpochybňoval nicméně zákonictví jako instituci a uznával autoritu zákoníků v teologických věcech bez ohledu na to, že sami nedodržují učení, které hlásají (Matouš 23,3). Ježíš byl také sám oslovován učitelem „Rabbi“, který jinak používali především zákoníci.